# داريان ماكينون
داريان ماكينون (بالإنجليزية: Darian MacKinnon)‏ هو لاعب كرة قدم بريطاني في مركز الوسط، ولد في 1986 في اسكتلندا في المملكة المتحدة. لعب مع نادي آير يونايتد وهاميلتون أكاديميكال.

## وصلات خارجية
- داريان ماكينون على موقع قاعدة بيانات كرة القدم.إي يو (الإنجليزية)
- داريان ماكينون على موقع Soccerbase.com (لاعب) (الإنجليزية)
- داريان ماكينون على موقع Soccerway.com (الإنجليزية)